# Hanna-Liina Võsa
Hanna-Liina Võsa es una cantante y actriz estonia.

## Nacimiento
Hanna-Liina Võsa nació en Tallin, que en ese momento estaba en la Unión Soviética. Justo a los 9 años desaparece la Unión Soviética para dar lugar a Estonia.

## Educación
Hanna-Liina Võsa se graduó de la escuela secundaria en 1999 y luego continuó sus estudios en Nueva York, en la prestigiosa Academia Americana de Música y Arte dramático (AMDA).

## Trayectoria profesional
Las primeras actuaciones de Hanna tuvieron lugar en el coro de niñas de ETV. El coro participó en diversas producciones como programas infantiles. Realizó sus primeros papeles teatrales en el teatro de la escuela Võsa Viims , siendo a menudo la actriz principal en los musicales " Helisev muzika " (Liesl), " Mary Poppins " (papel principal), " Oklahoma! " (Laurie Williams) y otros. Los primeros papeles en el escenario del teatro profesional fueron la parte de Tuptim en el musical " King and I " ( Ayuntamiento de Tallin , 1998) y Audrey en el musical " Väike öuduste pood " ( Eesti Draamateater , 2001). Posteriormente, Võsa ha participado, por ejemplo, en los musicales " Abandoned " (Cosette), " Crazy about you! "  (Polly), " West Side Story " (Maria) y " El fantasma de la ópera "  ( Cristina). En la primavera de 2009, Võsa hizo su debut en el escenario de la Ópera Nacional de Estonia en el musical de Elizana " Minu veetlev leedi ". En los años siguientes, actuó en el musical de Vanemuise "Mary Poppins" (compartiendo el papel principal con Nele-Liis Vaiksoo ), el musical de Estonia " Mees La Manchast " (Aldonza), la opereta "Savoy ball" (Daisy) y el Musical de títeres y teatro juvenil "La caza del lobo" (Mari). Ha interpretado el papel de Christine Daee en "El Fantasma de la Ópera" en el Teatro Vanemuine (estreno 2014).
Hanna-Liina Võsa también ha desempeñado papeles importantes fuera de Estonia. El trabajo de mayor duración hasta ahora ha sido en la gira del musical " Grease " representada en los EE. UU. , en la que Võsa cantó el papel del personaje principal Sandy unas 600 veces en los EE. UU. y Asia en unos pocos años. Sus otros papeles musicales en los EE. UU. incluyen Lori Beth (Happy Days de Williams), Serra (Lai's Angels) y Anne (Herman's La Cage aux Folles ). Võsa también actuó en el musical " Hairspray " (Penny) presentado en el Teatro de la Ciudad de Helsinki [1]y en Finlandia y Suecia también en el musical "El Fantasma de la Ópera" como Christine en el escenario de la Ópera Nacional de Finlandia (2015) y posteriormente en Suecia, en la Ópera de Gotemburgo. Fuera de Estonia, también ha tenido un papel en el musical "Sugar or jazz only girls" (Tampere City Theatre, 2015).
Võsa ha cantado en actuaciones de gala como el concierto musical "Memory" de Vanemuise y la gala musical de las películas de James Bond . Dio un concierto en solitario en el Festival Internacional de Animación de Laputa en Japón y actuó como solista en las celebraciones del Día de la Tierra y el Día Nacional del Milenio de la Organización Nacional de las Naciones Unidas en Nueva York . Junto con la Bel-Etage Swing Orchestra de Mart Sander ( Swing Swindlers ), ha actuado en el festival internacional de jazz "Imatra Big Band Festival" (2012). Ha sido solista en fiestas de canto .

## Discografía
Hanna-Liina Võsa en 2004 grabó un disco con la Orquesta del Siglo XXI. En varias ocasiones, participó en el Bel-Etage Swingorkestriga, que tuvo temporadas en 2006 y 2007 y en la serie de televisión Bailando con las estrellas, donde actuó como solista femenina en 2012.

### Álbumes
- "Première" (2005)
- "En el blanco oscuro" (2010)
- "Columpio y dulce" (2012)

## Vida personal
Hanna vive en Tallin. Su hermano Timmo Võsa escapó del accidente del ferry MS Estonia con  vida.
En abril de 2016, anunció en el programa de televisión de Estonia " Hommik Anuga " que la Escuela de Música Hanna-Liina Võsa abrirá sus puertas en septiembre.  En septiembre de 2016 tuvo un hijo, Otto Eliel.